# Góry Pontyjskie
Góry Pontyjskie (tur. Kuzey Anadolu Dağları) – system górski powstały w orogenezie alpejskiej w północnej Turcji.
Obejmują swoim zasięgiem tereny Wyżyny Anatolijskiej i częściowo Wyżyny Armeńskiej. Długość około 1000 kilometrów. Najwyższym szczytem Gór Pontyjskich jest Kaçkar Dağı, mający wysokość 3937 metrów. Na zachodzie charakter średniowysokich gór zrębowych, na wschodzie rzeźba wysokogórska. Region o dużej aktywności sejsmicznej.

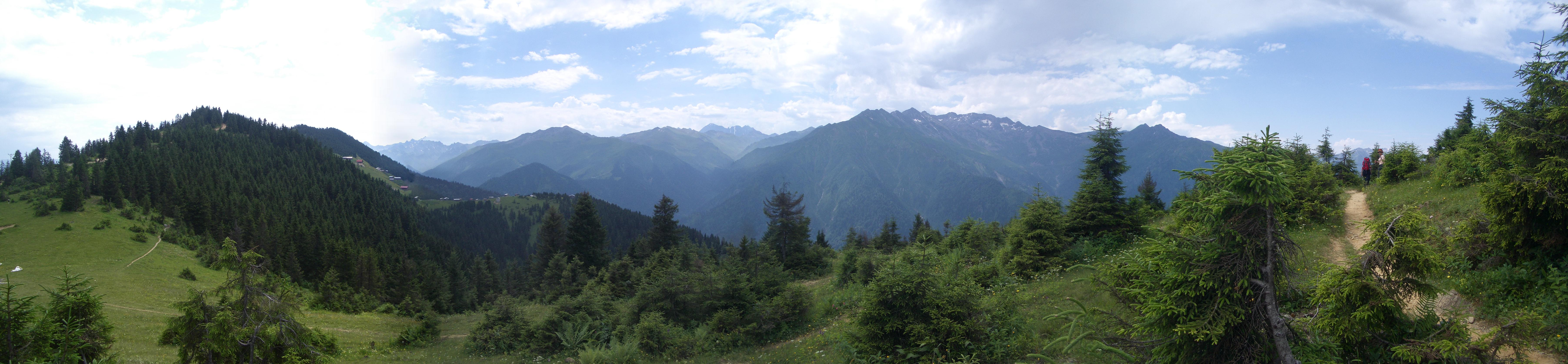
Panorama fragmentu Gór Pontyjskich, 2007 r.